# SEAT Inca
La SEAT Inca (modelo 6L / 6L2) es una furgoneta pequeña que fue producida por la marca española SEAT desde 1995 hasta 2003. Está basada en la segunda generación del SEAT Ibiza, y fue presentada en la primavera de 1995 en el Salón del Automóvil de Barcelona. Se vendían tres versiones: Inca Kombi, Inca Kombi Plus e Inca Van. Como vehículo comercial, cabe resaltar su capacidad de carga y el aprovechamiento de los espacios (la versión Van posee 2900 litros). Su nombre proviene del municipio de Inca, situado en Mallorca (Islas Baleares, España).
La SEAT Inca también se comercializó como Volkswagen Caddy. Estéticamente, ambas furgonetas eran casi idénticas, las diferencias más relevantes eran la calandra y el color de los intermitentes delanteros (de plástico transparente en la Inca y ámbar en la Caddy).

## Motorizaciones
La SEAT Inca presentaba dos motorizaciones de gasolina con cilindradas de 1,4 y 1,6 litros, que proporcionaban potencias de 60 y 75 CV, y dos motorizaciones diésel de 1,9 litros, que entregaban 64 CV, siendo su única diferencia el sistema de inyección (directa o indirecta). Hacia el final de su vida comercial, el motor 1,6 de gasolina y el motor diésel de inyección indirecta dejaron de comercializarse, ofreciéndose solo las versiones 1,4 de 60 CV y 1,9 SDI de 64 CV. Según las motorizaciones y las opciones elegidas, el peso total de la Inca era de entre 1035 y 1135 kg. Como detalle importante, cabe destacar que la SEAT Inca nunca montó el propulsor 1,9 TDI de 90 CV que sí podía equipar la Volkswagen Caddy.
La única caja de cambios disponible era una manual de cinco marchas.

## Ventas y cifras de producción
Desde su lanzamiento en 1995 hasta 2003, fueron vendidas y producidas más de 173.000 unidades de la SEAT Inca.
La producción total por año de las furgonetas SEAT Inca, fabricadas en SEAT y en otras plantas del grupo Volkswagen, se muestran en la siguiente tabla (no se incluyen furgonetas de otras marcas del grupo Volkswagen, producidas en las instalaciones de SEAT):
| Versión                | 1996 | 1997 | 1998   | 1999   | 2000   | 2001   | 2002   | 2003   |
| ---------------------- | ---- | ---- | ------ | ------ | ------ | ------ | ------ | ------ |
| SEAT Inca              |      |      | 17.226 | 19.221 | 16.328 | 15.207 | 11.802 | 7.982  |
| SEAT Inca Kombi        |      |      | 7.708  | 8.573  | 5.534  | 5.316  | 3.879  | 2.150  |
| Producción anual total |      |      | 24.934 | 27.794 | 21.862 | 20.523 | 15.681 | 10.132 |

## Versiones especiales
- Inca "kühl profi": 1999 para el mercado alemán, se trata de una versión frigorífica destinada al comercio de la alimentación, estéticamente cambia el parachoques delantero y los intermitentes en color ámbar.[11]

## Prototipos
- SEAT Inca Electric: Se trataba de un prototipo eléctrico. Se reveló su desarrollo a finales de 1995, pero no fue hasta 1997 cuando se presentó. Contaba con un motor de 17,5 kW, aunque que podía alcanzar los 22 kW durante cinco minutos. Alcanzaba una velocidad máxima de 100 km/h con una autonomía de 75 a 130 km. En la Feria Internacional de Tecnología de Hannover (Alemania) de 1998 SEAT presentó su Inca Electric 2, esta vez con un motor de 60 kW, con una velocidad máxima de 130 km/h, así como una aceleración de 0 a 100 km/h en 21,6 segundos. Su autonomía se elevaba con respecto al anterior prototipo entre 150 km en ciudad y 260 km en carretera, a 50 km/h constantes.[12]

## Premios
- Premio "Comercial do Ano" en 1997, en Portugal.[13]